# Thorsten Goldberg
Thorsten Goldberg (Dinslaken, Alemanya, 1960) és un artista multimèdia alemany nascut el 1960 a Dinslaken.
De 1982 a 1991 va estudiar a l'Acadèmia Estatal de Belles Arts a Stuttgart a la classe d'Inge Mahn. El 1991 va guanyar el primer premi del Fòrum d'Art Jove per la seva feina fotogràfica Classe del 97 amb exposicions a diferents galeries alemanyes. Juntament amb el guionista Wieland Bauder va crear el personatge de ficció Thomas Bauer per fer actuacions artístiques conjuntes. Des de 1995 a més de fotografies i obres de vídeo ha estat creant instal·lacions en espais concrets i art públic. Ha dut a terme nombrosos projectes a l'espai públic per tota Alemanya i ensenyat a diverses universitats i escoles d'art. El 2005 va exposar les seves obres a l'Espai 13 de la Fundació Joan Miró. Goldberg va presentar un teatre d'objectes: el diàleg entre un disc de cotó i un cotxe Smart. Els fragments de diàleg, que s'emetien a través d'una ràdio vella, procedien de converses banals, sobre llocs comuns, enregistrades prèviament a l'espai públic.
És l'impulsor i co-Editor de Public Art Wiki, una "biblioteca Imaginada", un ampli arexiu digital sobre art en l'espai públic de les àrees de parla alemanya.